# Urk
Urk (urkerska: Urrek, lågsaxiska: Ürrek) är en stad och kommun i provinsen Flevoland i Nederländerna. Kommunens totala area är 111,86 km² (där 98,71 km² är vatten) och 21 227 invånare (2021). Urk var en ö i Zuiderzee, som blev insjön IJsselmeer. Urk ligger numera i kanten av den torrlagda Noordoostpolder.
Urk uppmärksammades efter det nederländska valet 2012 för sitt anmärkningsvärda valresultat, där kristna Reformerta samhällspartiet (SGP) fick 51 procent och socialdemokraterna PvdA endast 1 procent. 2022 fick SGP 6 av 19 platser i kommunfullmäktige.
Om sitt möte med främlingsfientliga kristna fundamentalister i Urk har den svenske socialantropologen och författaren C-J Charpentier skrivit ett kapitel i sin bok Hazeldonk Express (2007)